# Єсьоново (Ольштинський повіт)
Єсьоново (пол. Jesionowo, нім. Eschenau) — село в Польщі, у гміні Добре Място Ольштинського повіту Вармінсько-Мазурського воєводства.
Населення — 452 особи (2011).
У 1975-1998 роках село належало до Ольштинського воєводства.

## Демографія
Демографічна структура станом на 31 березня 2011 року:
|          | Загалом | Допрацездатний вік | Працездатний вік | Постпрацездатний вік |
| -------- | ------- | ------------------ | ---------------- | -------------------- |
| Чоловіки | 233     | 38                 | 183              | 12                   |
| Жінки    | 219     | 33                 | 150              | 36                   |
| Разом    | 452     | 71                 | 333              | 48                   |